# Bretteville-sur-Ay
Bretteville-sur-Ay is een gemeente in het Franse departement Manche (regio Normandië) en telt 326 inwoners (2005). De plaats maakt deel uit van het arrondissement Coutances.

## Geografie
De oppervlakte van Bretteville-sur-Ay bedraagt 9,7 km², de bevolkingsdichtheid is 33,6 inwoners per km².
De onderstaande kaart toont de ligging van Bretteville-sur-Ay met de belangrijkste infrastructuur en aangrenzende gemeenten.

## Demografie
Onderstaande figuur toont het verloop van het inwonertal (bron: INSEE-tellingen).

1. ↑  Populations de référence 2022.